# The Temple
|  | Sammenskrivningsforslag Artiklen The Temple er foreslået føjet ind i Mytologien i Lost. (Siden august 2020) Diskutér forslaget |

The Temple er en fiktiv lokalitet i den amerikanske tv-serie Lost.
Der vides endnu ikke noget om templet, andet end det er der The Others er på vej til, efter de forlod Otherville. Benjamin Linus anførte indledningsvist gruppen, men overlod ansvaret til Richard Alpert, da Ben drog af sted for at standse The Castaways i at kontakte Naomi Dorrets besætning.
| Lost | Spire Denne artikel om tv-serien Lost er en spire som bør udbygges. Du er velkommen til at hjælpe Wikipedia ved at udvide den. |